# Viscount Brouncker

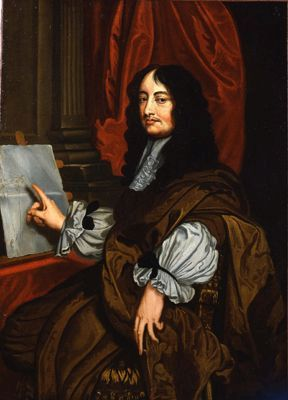
William Brouncker, 2. Viscount Brouncker

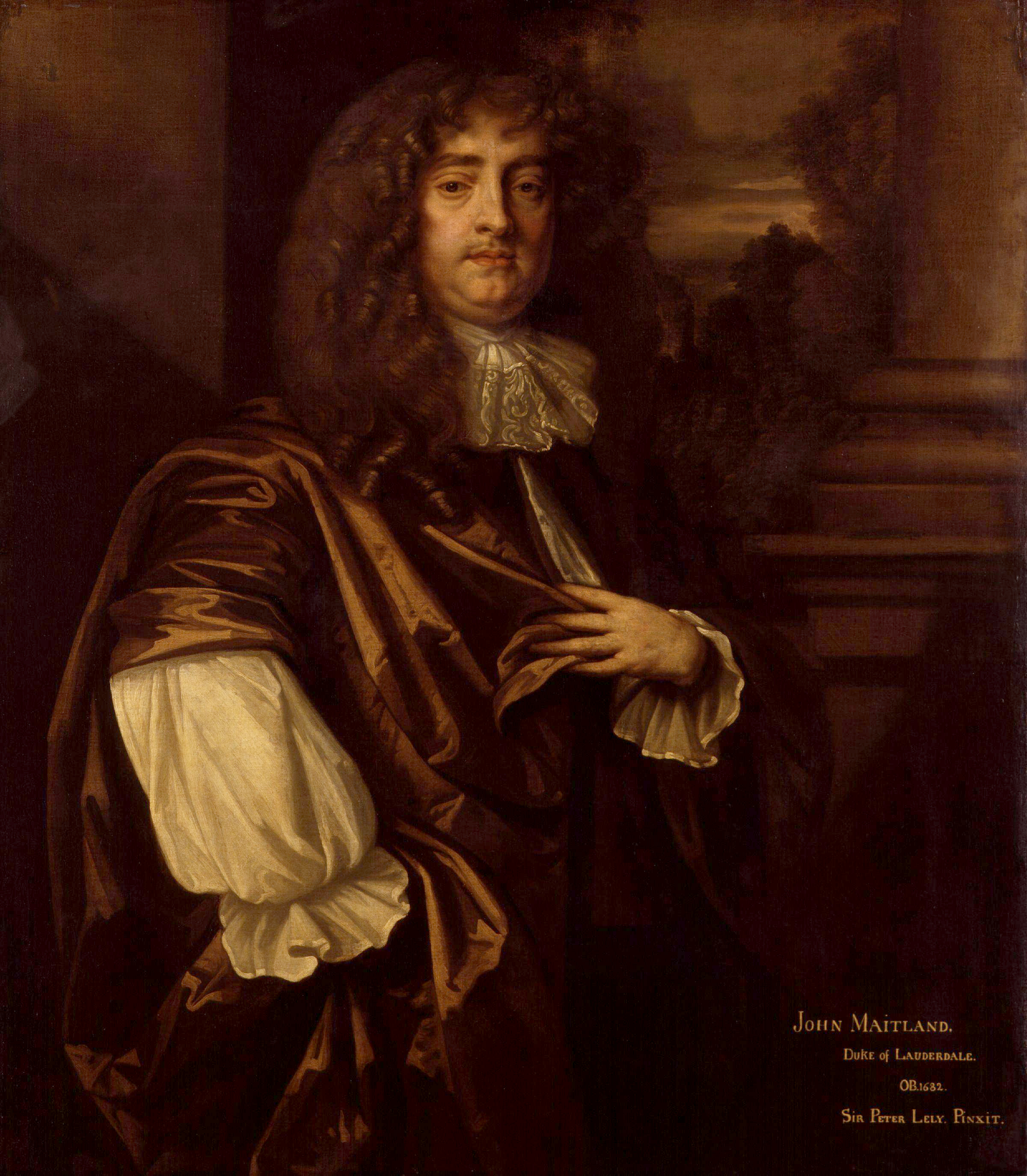
Henry Brouncker, 3. Viscount Brouncker

Viscount Brouncker, of Lyons in the Province of Leinster, war ein erblicher Adelstitel der Peerage of Ireland.

## Verleihung und nachgeordnete Titel
Der Titel wurde am 12. September 1645 für den Höfling Sir William Brouncker geschaffen. Zusammen mit der Viscountcy wurde ihm, ebenfalls in der Peerage of Ireland, der nachgeordnete Titel Baron Brouncker, of Newcastle in the Province of Munster, verliehen.
Der Titel erlosch am 4. Januar 1688 beim kinderlosen Tod seines jüngeren Sohnes, des 3. Viscounts.

## Liste der Viscounts Brouncker (1645)
- William Brouncker, 1. Viscount Brouncker (1585–1645)
- William Brouncker, 2. Viscount Brouncker (1620–1684)
- Henry Brouncker, 3. Viscount Brouncker (1626–1688)